# The Economist Building

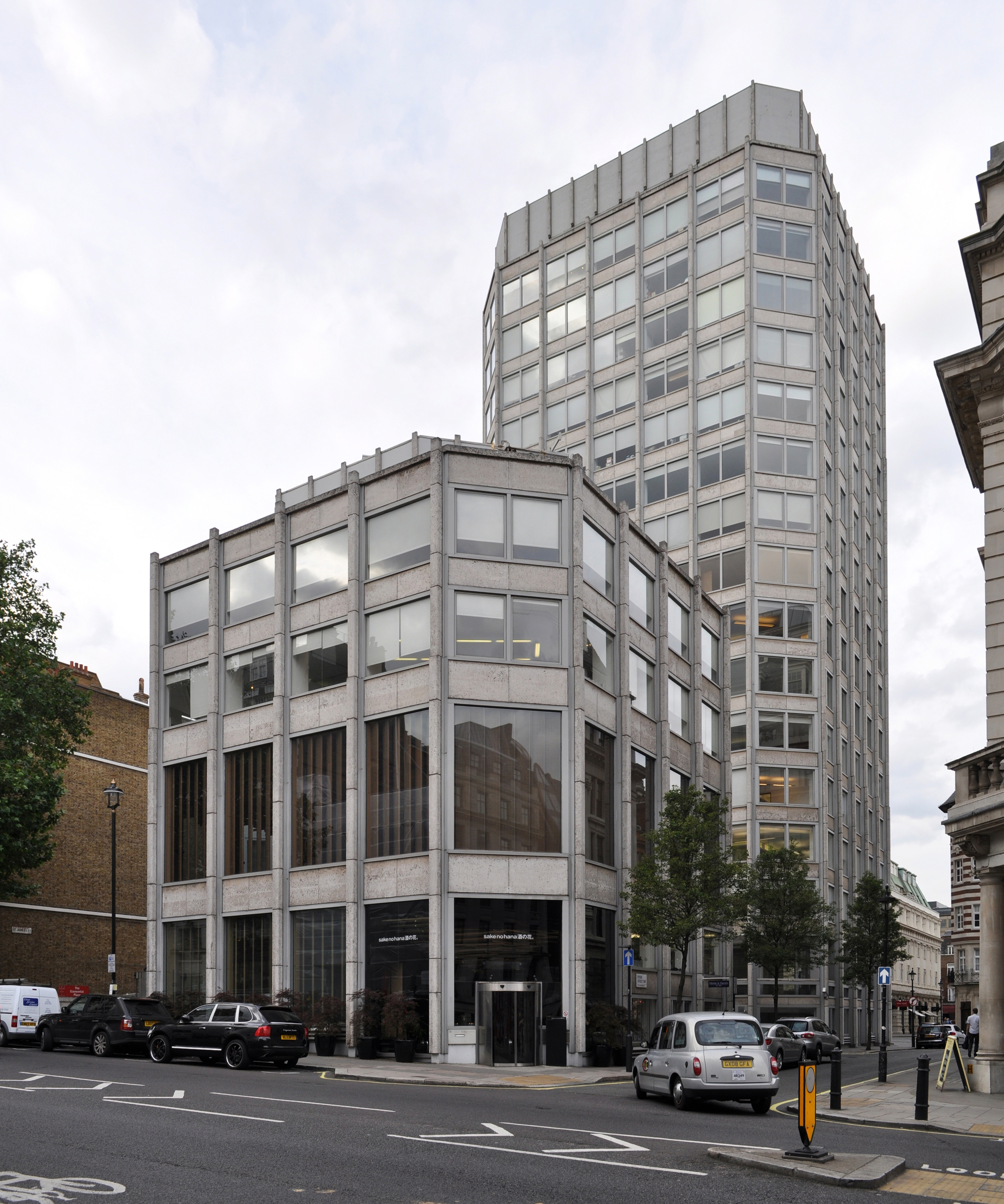

Das The Economist Building war das Redaktionsgebäude der britischen Wirtschaftszeitung The Economist. Das ab etwa 1960 projektierte und 1962–64 erbaute Gebäude der Architekten Alison und Peter Smithson ist eines der wichtigsten Gebäude der Nachkriegszeit und wegweisend für den Brutalismus.
Das Hochhaus beherbergt außerdem ein Wirtschaftsforschungsinstitut.

## Lage
Das Bürogebäude liegt an der St. James Street. Diese zieht sich vom Piccadilly zum St James’s Palace. Die Straße ist von historischen Gebäuden des 18. Jahrhunderts geprägt.

## Architektur
Der Komplex besteht aus drei Gebäuden, die als Stahlskelettbau ausgeführt sind. Direkt an der St. James Street steht ein viergeschossiges Bankgebäude, der eigentliche, 17-geschossige Bürobau ist zurückgesetzt.
Das Gebäude hat eine Höhe von 53 Metern.